# Cas idéal
En sciences, le terme cas idéal définit le domaine d'application d'une théorie qui a été simplifiée jusqu'à sa plus simple expression. Cette simplification est souvent nécessaire pour pouvoir adapter et résoudre les équations mathématiques qui seraient beaucoup trop complexes en considérant l'intégralité du phénomène.